# Ансельмо Морено
Ансе́льмо Море́но (ісп. Anselmo Moreno; 28 червня 1985) — панамський професійний боксер, чемпіон світу за версією WBA (2008—2014) (підвищений до WBA Super в 2011) в легшій вазі, перший за тривалістю утримання звання чемпіона світу в легшій вазі за всі часи.

## Професіональна кар'єра
2002 року у віці 17 років дебютував на профірингу.
2005 року завоював титул WBA Fedecentro в другій найлегшій вазі.
2006 року завоював титул WBA Fedecentro в легшій вазі.
31 травня 2008 року Ансельмо Морено переміг одностайним рішенням чемпіона світу WBA в легшій вазі українця Володимира Сидоренко. Протягом 2008—2014 років провів 12 вдалих захистів звання чемпіона, в тому числі переміг Володимира Сидоренка в реванші вдруге.
10 листопада 2012 року в бою за звання чемпіона світу за версією WBC в другій легшій вазі програв одностайним рішенням американському чемпіону Абнеру Маресу.
26 вересня 2014 року зустрівся в бою з домініканцем Хуаном Карлосом Паяно. Досить несподівано Паяно здобув перемогу над багаторічним чемпіоном технічним рішенням після зупинки бою в 6-му раунді і став новим чемпіоном WBA Super в легшій вазі.
Після втрати чемпіонського титулу Морено двічі робив спробу відібрати звання чемпіона світу за версією WBC в легшій вазі у японця Яманака Сінсуке, але обидва рази зазнав невдачі.
З 2019 року виступав у напівлегкій вазі.